# Limosina pallipes
Limosina pallipes är en tvåvingeart som först beskrevs av Robineau-desvoidy 1830.  Limosina pallipes ingår i släktet Limosina och familjen hoppflugor.
Artens utbredningsområde är Frankrike. Inga underarter finns listade i Catalogue of Life.